# Новая Москва (картина)
«Новая Москва» — картина советского художника Юрия Пименова, созданная в 1937 году. Картина символически выражает новый уклад социалистической жизни в СССР. В поэтической форме она выражает гордость художника своей страной. Искусствовед Логинова называла картину самой популярной из созданных мастером и программной для него. Она находится в коллекции Государственной Третьяковской галереи и демонстрируется в её постоянной экспозиции.
Картина «Новая Москва» неоднократно была представлена на крупных международных выставках. Она воспринимается историками искусства как одна из лучших картин 1930-х годов.

## История создания и судьба картины
В живописи 1930-х годов в советском искусстве господствовало сюжетно-повествовательное направление, построенное на остром конфликте или столкновении характеров. Юрий Пименов избрал для себя поэтическое осмысление действительности, попытался передать чувства, что станет характерно для послевоенного периода в советской живописи.
В 1930-е годы Пименов увлёкся творчеством Жана-Франсуа Милле, Пьера Огюста Ренуара, Эдуарда Мане, Валентина Серова, его собственный художественный стиль испытал сильное влияние импрессионизма. В статье, написанной в 1937 году, Пименов среди любимых авторов называл Яна Вермеера, Жан-Батиста Шардена, Антуана Ватто, Рафаэля Санти, Поля Верлена, Бориса Пастернака, Клода Дебюсси. Усилилось лирическое начало в его работах; основными темами его творчества стали: женщина, жизнь города и меняющаяся современность. Художник писал о своём желании передавать «большие события жизни в обыкновенных прозаических положениях», «расширять границы поэтического, улавливая то новое, что приносит время и что долго остаётся неосознанным и незамеченным». К нему пришло признание. В 1936—1939 годах художнику было поручено создать панно для экспозиции СССР на Всемирных выставках в Нью-Йорке и Париже. На выставке «Искусство и техника в современном мире» (1937) в Париже Юрий Пименов получил Золотую медаль.
Картина создавалась летом 1937 года для выставки «Индустрия социализма», которая должна была открыться 8 ноября 1937 года к 20-летию Советской власти и к окончанию II пятилетки. Идея выставки была продемонстрировать триумф социалистического строя и успехи индустриализации. Художникам предоставлялся список тем для ознакомления, они могли выбрать понравившуюся. В списке был раздел: «Новые города, новые люди» (в его рамках и была создана картина Пименова). После того как художник выбирал тему и эта тема утверждалась, он представлял эскиз. Эскиз утверждался комитетом по подготовке выставки. После этого художник получал аванс и начинал работать. Если была необходимость, то художники выезжали на место действия картины, на что также выделялись средства. В определённый срок комиссии представлялась картина. Были случаи, когда комиссия в целом принимала работу, но указывала на недостатки и предписывала исправления в картине. Выставка открылась с полугодовым опозданием 18 марта. Половина комитета по организации выставки за это время была репрессирована по делу «право-троцкистского блока». Картина сразу привлекла к себе внимание и получила широкую известность, однако вместе с тем отдельные искусствоведы обвиняли полотно в формализме за дробность мазка, характерную для импрессионистов.

Картина «Новая Москва» в Новой Третьяковке, 2019

Техника исполнения картины масляная живопись по холсту. Размер — 140 × 170 см. Инвентарный номер в коллекции Третьяковской галереи — 27707. «Новая Москва» поступила в Третьяковскую галерею в 1945 году и с тех пор представлена в постоянной экспозиции. В настоящее время она экспонируется в зале № 15 в здании Государственной Третьяковской галереи на Крымском Валу. Неоднократно картина демонстрировалась на крупных международных выставках, в частности на XXVIII биеннале в Венеции в 1956 году, на выставках «Коммунизм — фабрика мечты», которая проходила во Франкфурте, и «Россия», в Музее Соломона Гуггенхейма в Нью-Йорке, на выставке «Warszawa — Moskwa / Москва — Варшава. 1900—2000» в 2004—2005 годах в столицах двух государств.

## История изучения картины
Анализ картины Юрия Пименова присутствует обычно в общих обзорах истории советского искусства. В 2009 году кандидат философских наук Сергей Иванников опубликовал статью «„Новая Москва“ Юрия Пименова. Опыт деконструкции эстетического образа». К 2016 году относится публикация статьи анонимного автора в научно-популярном историческом журнале «Дилетант» «Художник Юрий Пименов и его картина „Новая Москва“».
В 2017 году в издательстве Третьяковской галереи вышла книга «Юрий Пименов. Новая Москва» Елены Воронович. В издании восстанавливалась история создания полотна, рассказывалось о жизни Москвы в 1930-е годы, о героине — привлекательной и самостоятельной женщине советского общества. В особом разделе прослеживается дальнейшее использование данного сюжета в творчестве Пименова. Это же издательство в том же 2017 году опубликовало брошюру «Юрий Пименов. Новая Москва» Яны Лагузинской и Марины Тимофеевой.

## Сюжет и особенности трактовки

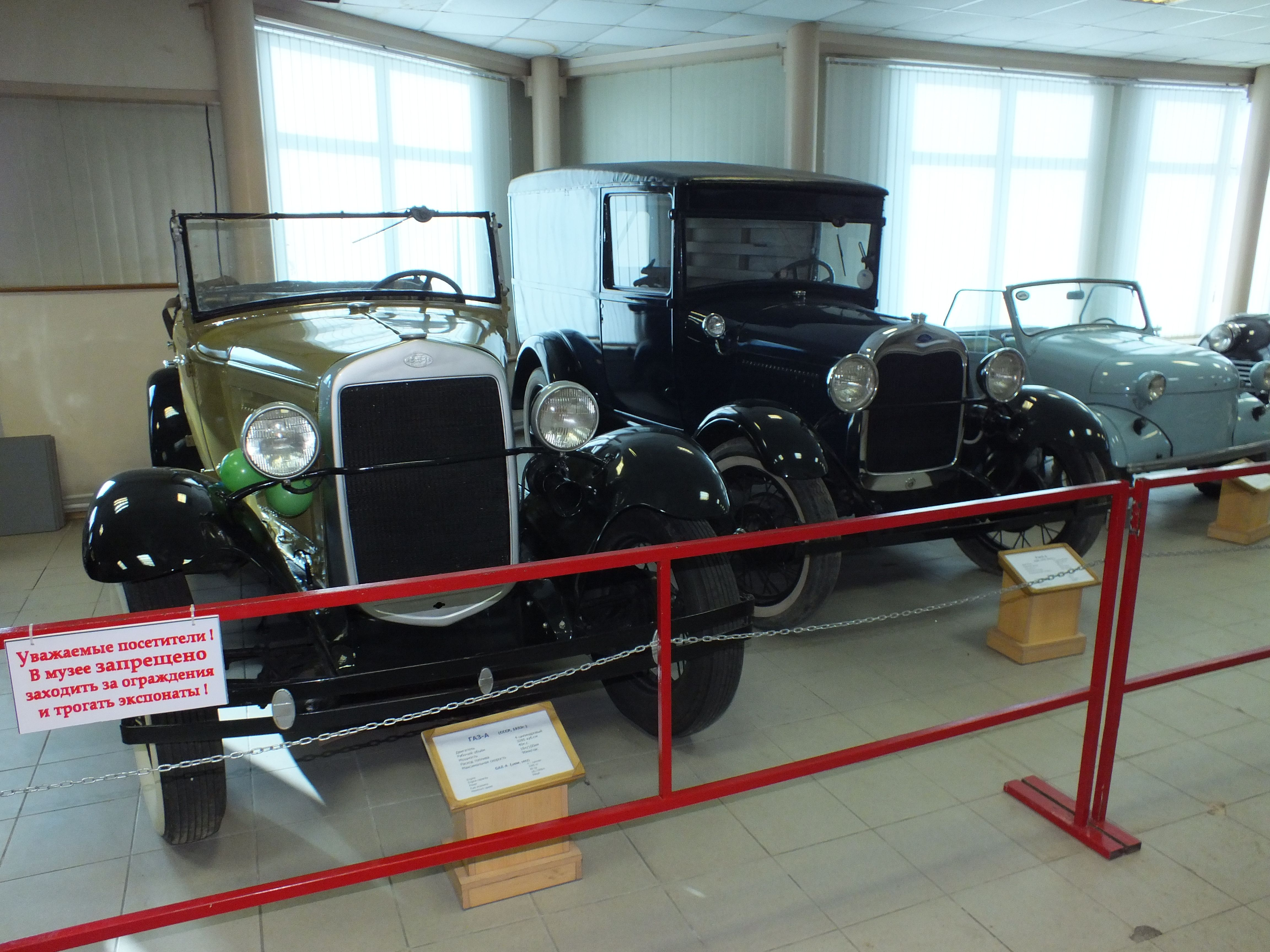
ГАЗ-А (слева) и Ford model A ранней модели (справа) во Владивостокском музее автомотостарины

Москва. Лето. Действие картины происходит утром рабочего дня. Художник изобразил площадь в центре столицы и широкий проспект после сильного дождя. Машины на мостовой и толпы пешеходов наполняют движением городской пейзаж. Зритель оказывается включённым в стремительное движение и ритм жизни города. На первом плане картины сидящая спиной к зрителю женщина за рулём легкового автомобиля. Молодая женщина, управляющая легковым автомобилем, для середины 1930-х годов — символ новой Москвы и новой жизни. Быстрый бег автомобиля, светлый колорит, широта пространства создают ощущение оптимизма и надежды на счастливое будущее. Сам художник писал о теме дождя в своём творчестве:

«Городской дождь полон таких разных образов и настроений. Он приносит художнику не меньшее богатство ощущений и чувств, чем поля, затянутые серой пеленой осени, чем лужи в колеях чёрного просёлка, чем сверкающие капли на сосновых ветках и солнце сквозь парный воздух мокрого леса».— Юрий Пименов. Земное искусство
Ракурс полотна подражает кадру из кинофильма. Две гвоздики, белая и красная, с одной стороны прикреплены к боковому ветряку, что придаёт изображению некоторый «гламур». Г. С. Кириллова отмечала, что в основе картины лежит реальное наблюдение художника. Он передаёт городской пейзаж документально. В 1937 году зритель, глядя на картину, вспоминал, как выглядело это место раньше: теснота, стоявшие здесь лавки, ларьки, деревянные постройки.

### Натурщица художника
Натурщицей для художника стала его супруга Наталья Константиновна. Художник почти всегда писал именно её, а не профессиональных натурщиц. В книге «Земное искусство» он отмечал: «В моей жизни жена… всегда моя лучшая модель, — вспоминая свои работы, сделанные за многие годы, я вижу то её фигуру, то её волосы или руки…». Женщина изображена со спины, но легко узнаваема. Сам художник отмечал русское лицо супруги; писал, что использовал её как модель, когда пытался отойти от схематизма юности и выразить живое и нежное чувство. Особое восхищение вызывали у него «мягкие каштановые волосы». В первый раз Пименов обратился к изображению причёски жены со спины в этюде «Золотое платье» (1936, холст, масло, 55 × 45 см, собрание М. Г. Пименова). Когда Наталья Константиновна позировала своему мужу для картины «Новая Москва», она ждала ребёнка. Поэтому картина написана счастливым человеком, который влюблён в жизнь.

### Архитектурные элементы картины
Галина Кириллова отмечает, что для картины характерна демонстративность, словно художник «широким жестом гостеприимного хозяина решил показать нам город». Она сравнивает её с натюрмортами Ильи Машкова, которые представляют предметы на «обозрение» зрителя. Пространство картины «Новая Москва» стремительно сужается к центру, что заставляет зрителя, не задерживаясь на переднем плане взглядом, перевести его на второй план — на постройки новой Москвы. При этом плавные ритмы полотна сообщают ему покой и уверенность. Это в немалой степени связано с симметричностью композиции, придающей ей устойчивость даже при акценте на движение в сюжете.
Одним из первых образов новой Москвы в ходе реконструкции 1930-х годов стала улица Охотный Ряд. Именно по направлению к ней с площади Свердлова (ныне — Театральной) направляется легковой автомобиль. Здание слева — бывшая гостиница «Континенталь» (открыта в 1887 году в здании, перестроенном архитектором А. П. Белоярцевым; она была снесена в конце 1960-х — начале 1970-х). В 1931 году здесь был открыт кинотеатр «Востоккино». Угол дома справа (на нём большая белая буква «М») — наземный вестибюль станции метро «Охотный Ряд», открытый в 1935 году в перестроенном по проекту архитектора А. Н. Чечулина старом доме. За вестибюлем метро — фасад здания бывшего Благородного собрания, а в то время — Дома Союзов. Постройка М. Ф. Казакова после революции стала местом проведения государственных мероприятий: съездов Советов, профсоюзов, местом траурных церемоний, судебных процессов, шахматных турниров, детских новогодних ёлок. Воронович предположила, что праздничное оформление Дома Союзов, изображённое художником, связано с проходившим там в июне 1937 года Первым Всесоюзным съездом советских архитекторов, а общая праздничная атмосфера — с торжественным открытием 15 июля 1937 года канала Москва — Волга, обеспечившего столицу водой. На заднем плане высятся новые здания гостиницы «Москва» и Дома Совнаркома СССР. Слева — гостиница «Москва» (архитекторы А. И. Савельев, О. А. Стапран и А. В. Щусев, 1933—1935). В глубине в центре — Дом Совнаркома СССР (1932—1935, архитектор А. Я. Лангман, некоторое время там располагался Совет труда и обороны).

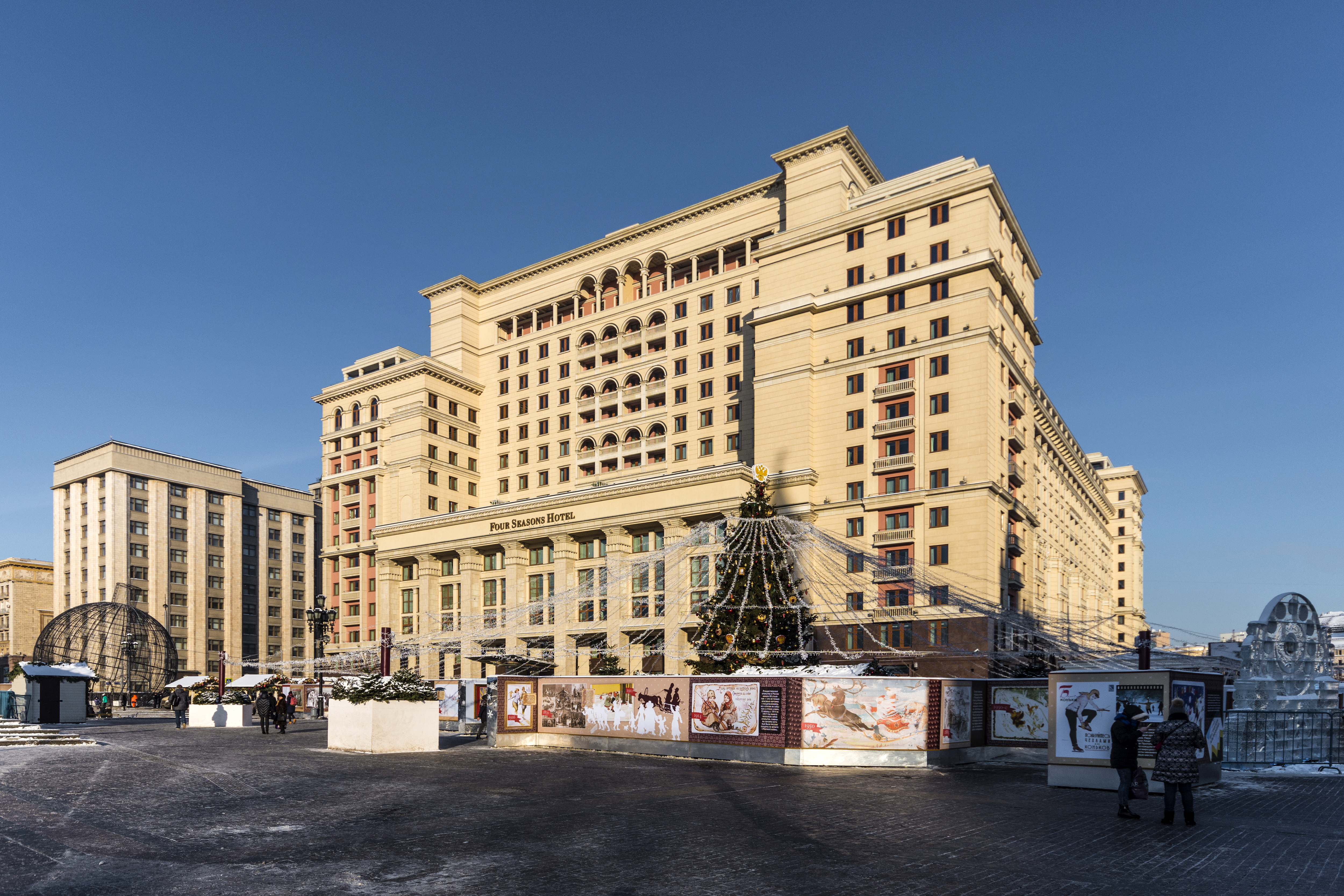
Гостиница «Москва»
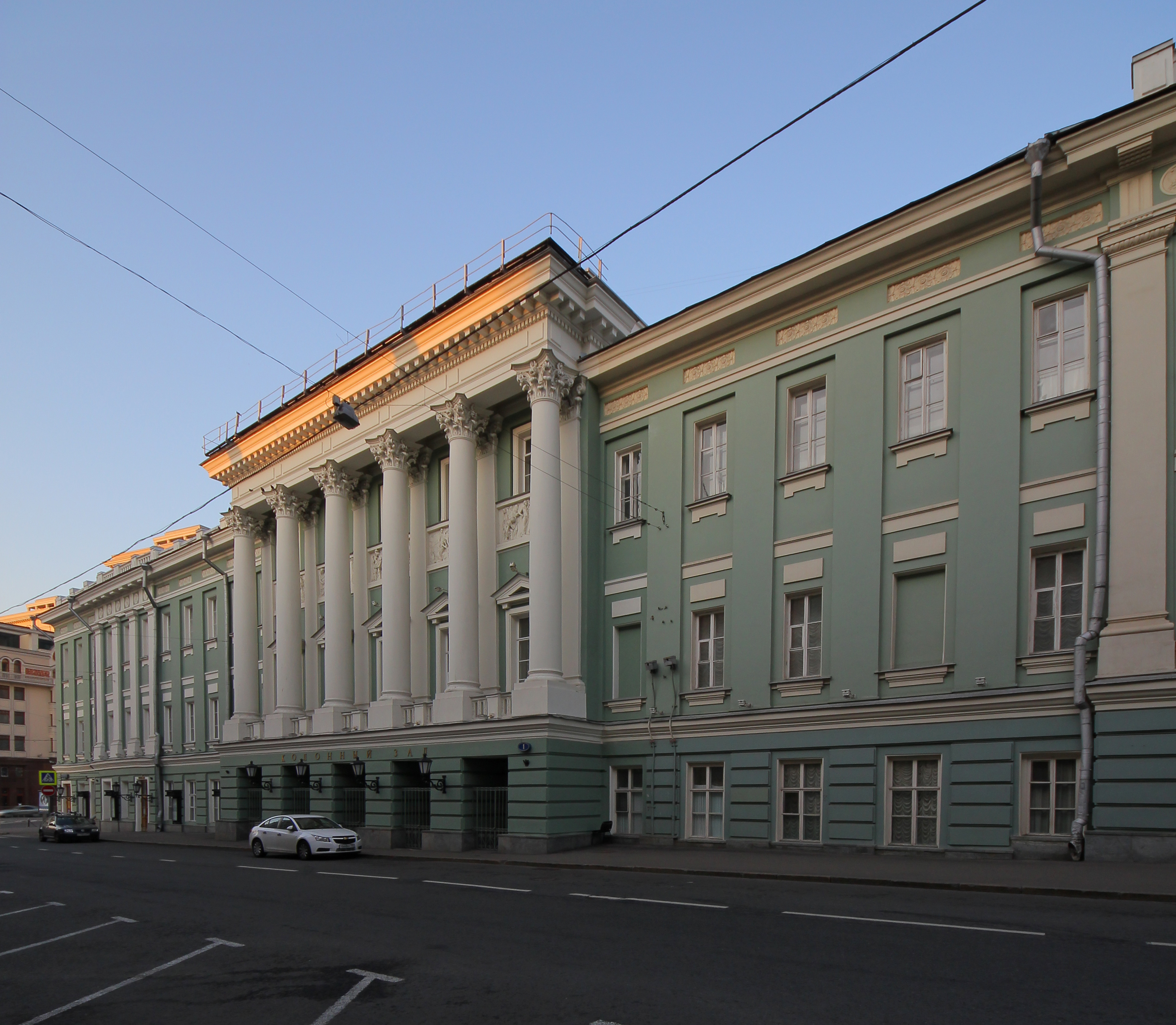
Дом Союзов
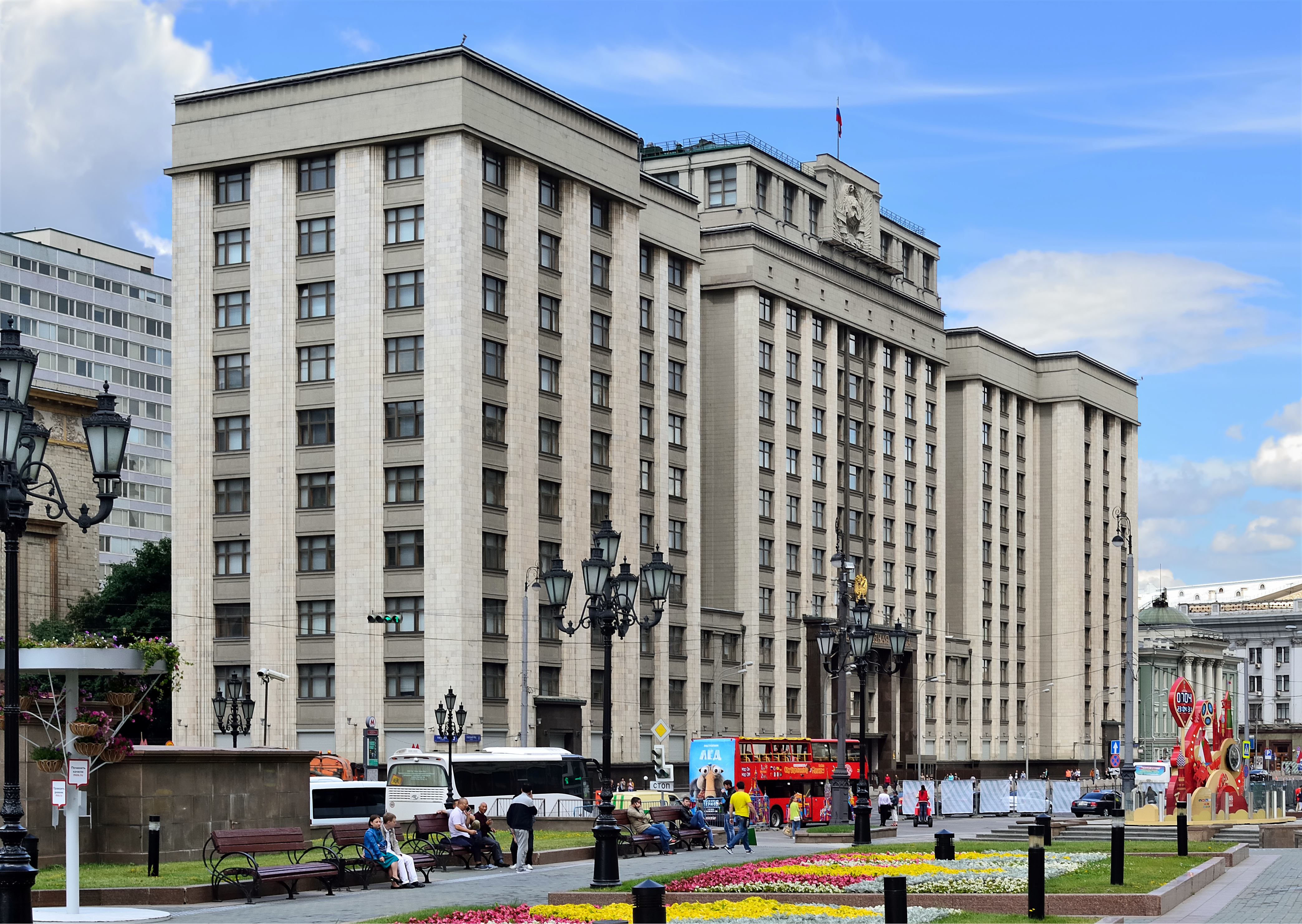
Дом Совнаркома
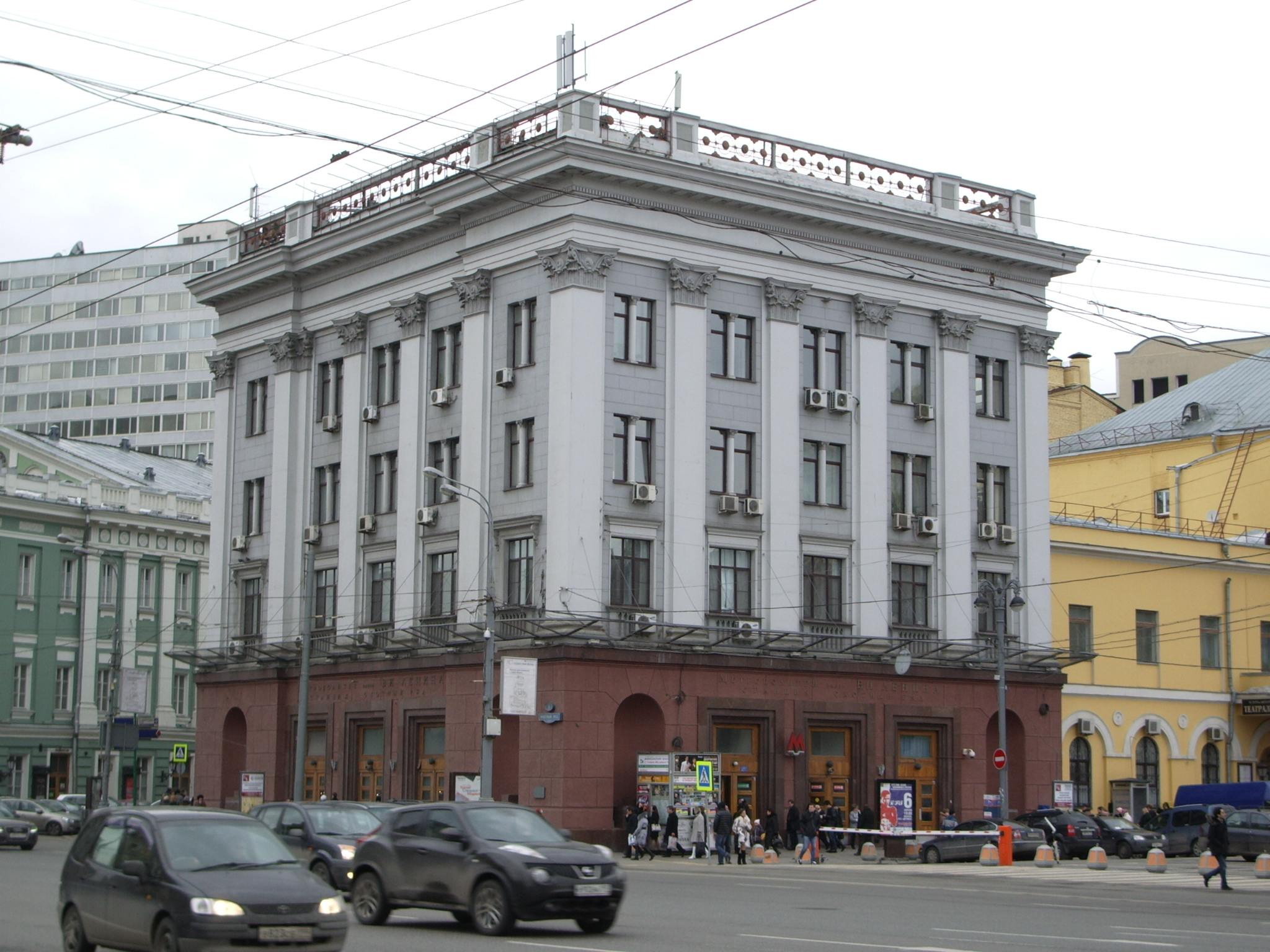
Вестибюль метро «Охотный ряд»

## Картина в оценке искусствоведов, культурологов и зрителей

### Культурологические аспекты полотна
Ключевым элементом официальной интерпретации полотна стало слово «новое», вынесенное в название картины. Пименов располагает «новое» (современные высотные здания) за зданиями старыми — но «помеченными» революционной атрибутикой. Символическое искусствоведение связывало линию горизонта с темой будущего — чем дальше от зрителя находится линия горизонта, тем более далёкое будущее она символизирует. В «Новой Москве» линии горизонта нет. Будущее находится на близком плане в качестве комплекса задач, которые призвано решить общество. Поэтому московские высотные здания символизируют то будущее, которое доступно всем ныне живущим. Монументальность зданий, по мнению кандидата философских наук Сергея Иванникова, соответствует высоте задач, которые будет решать советское общество в ближайшем будущем. За счёт своей композиционной близости к «точке наблюдения» эта мысль обладает мобилизационным потенциалом. Дорога к нему прямая и открытая, что позволяет интерпретировать её как результат рационального проекта. Красный цвет плакатов указывает силу, разрабатывающую этот проект. Сама улица говорит о «руководящей и направляющей» силе партии. «Размытое видение» из-за недавно закончившегося дождя делает образ будущего не вполне конкретным (образ коммунизма в советской идеологии также не был конкретен).
В «Новой Москве» символическое устремление в будущее принимает на себя образ автомобиля, движущегося вперёд. При этом движение ровное, без рывков, но скорость этого движения превосходит скорость движения пешехода. Сергей Иванников видел в этом скрытый диссонанс между картиной и идеологией: последняя ассоциировала будущее с торжеством социально-этической справедливости, а не техники.
Элемент жертвенности и трагичности в картине отсутствует. «Движение в будущее — естественно и даже в чём-то обыденно». Машина, мчащаяся вперёд, по мнению Сергея Иванникова, претендует на роль эротического символа. Женщина за рулём машины — это есть по сути центральный образ картины. Она осуществляет связь между миром Будущего и сферой Желания в подсознании зрителя. Одной из главных особенностей этого образа является отсутствие изображения лица героини. Лицо конкретизирует образ, сфера Желания оказывается зависимой от случайных обстоятельств. Когда же лицо не видно зрителю, то происходит универсализация образа Женщины.
Сергей Иванников попытался определить социальную принадлежность героини картины. Личный автомобиль в 1930-е годы — привилегия верхушки партийной и советской номенклатуры. Однако номенклатурный мир в 1930-х годах — мужской. Поэтому он предполагал, что женщина — супруга высокопоставленного представителя номенклатуры. Однако Иванников замечает, что это демонстрирует зрителю, что общество раскалывается на две принципиально неравные группы: на тех, кто ходит пешком и ездит в общественном транспорте, и тех, кто имеет возможность пользоваться личным автотранспортом, неравенство в распределении благ на картине Пименова — факт, зафиксированный средствами живописи. Номенклатура имеет избыточный в ситуации 1930-х годов уровень потребления в отношении предметов роскоши. Будущее для неё уже наступило («Новая Москва», правда, убеждает массового зрителя, что роскошь, доступная пока только номенклатуре, станет доступной и ему в будущем). Атмосфера картины «лирична» — жизнь уже комфортна для представителей номенклатурного меньшинства. Иванников сопоставляет картину с идеей Л. Д. Троцкого о «высшем классе» в СССР как «новой буржуазии» и считает, что на картине Пименова представительница этого класса и является «культурным» героем — потребление роскоши является актом демонстрации и самоутверждения. По его мнению, художник оказывается инструментом этого самоутверждения. Сам Иванников отмечает, что героиня «Новой Москвы» вряд ли доживёт до конца года в своей московской квартире в разгар сталинских репрессий.
Главный хранитель Третьяковской галереи Т. Городкова считает, что изображение женщины со спины даёт основание считать её с полным правом «Незнакомкой» советского периода. Она предполагала, что подразумевается некая реальная советская женщина, одной из первых водившая автомобиль по Москве. Среди возможных вариантов она называла Лилю Брик, которая получила первой из советских женщин водительские права в 1929 году, но её автомобилем был «Рено», Любовь Орлову или одну из балерин Большого театра (автомобиль проезжает как раз мимо него). Известными автолюбительницами в 1930-е годы были балерина Ольга Лепешинская и певица Антонина Нежданова. Героиня сидит за рулём открытой машины типа «Фаэтон». Это автомобиль ГАЗ-А, производившийся по лицензии американской компании «Ford» с января 1932 года по 1936 год на Горьковском автомобильном заводе.
Художник-плакатист и литератор Н. Н. Ватолина отмечала, что в 1930-е годы жизнь в СССР несколько отступает от аскетических идеалов «бытия без быта». По её мнению, Юрий Пименов одним из первых отметил это изменение и отразил его в своих картинах. В картине «Новая Москва» он вводит героиню в атмосферу новых нарядов, автолюбительства, жилищного строительства, где ей теперь принадлежат самые разнообразные роли. Героиня предстаёт перед зрителями «во всём цветении уверенной молодости», «более лёгкой, женственной, нарядной», чем в работах художника более раннего периода, но при этом сохраняет спортивность.
Искусствовед Яна Шклярская находила в сюжете картины мотивы стиля ар-деко: девушка-эмансипе, сидящая в открытом автомобиле, по её мнению, носит вполне буржуазный характер. Она отмечала, что в 1939 году, несмотря на быстро завоёванную популярность, картина подверглась нападкам части официальных критиков, однако правильное, с точки зрения идеологии, название «Новая Москва» заставляло недоброжелателей сдерживать свои эмоции и «искать в картине знаки уже осуществляемой мечты» о счастливом будущем.

### Живописные особенности картины
Татьяна Городкова отмечает близость цветового решения картины к работам Пьера Огюста Ренуара. Елена Воронович видит в картине сочетание модерна (использование средств кинематографии в композиции — камера словно закреплена на заднем сидении автомобиля), импрессионизма (образ беспечной радости бытия) и социалистического реализма (изображение действительности в её революционном развитии). Художник использовал в построении композиции пропорции золотого сечения. Иллюзия движения создана треугольником, образованным сужающейся вдали улицей и расположением героини вправо от центра композиции. Множество хорошо различимых мазков кисти создают впечатление вибрации воздуха. Воронович отмечала сходство композиции картины с кадром из фильма «Светлый путь» Григория Александрова (1940) — советская Золушка в исполнении Любови Орловой на автомобиле взмывает в небеса и парит над Москвой.
Логинова считает, что Пименов создаёт на полотне несколько крупных цветовых пятен, но это не ровно окрашенные одной краской плоскости, а богатые по оттенкам и цвету живописные фрагменты, которые связаны между собой общими красками — синей и холодной жёлтой. Они пронизывают цветовую поверхность картины, создавая ощущение единой атмосферы. Полотна художника созданы множеством мазков нежных оттенков, но формы изображаемых предметов материальны, контуры определённы, хотя и смягчены один с другим. Блёкло-голубой, лимонно-жёлтый, сиреневый, розовый и жемчужно-серый цвета, наложенные лёгкими мазками, придают своеобразие манере художника. Изображение воспринимается словно сквозь влажное и прозрачное стекло, а поверхность холста становится серебристой и струящейся. По мнению О. М. Бескина, поэтичность атмосферы в картине достигается теплотой игры соломенно-жёлтых, золотистых тонов, кое-где переходящих в голубоватые, что было характерно для творчества Пименова в этот период. Волосы женщины отливают «золотой рыжиной», дополняются бледно-лиловым цветом платья.

### Особенности композиции картины
Пименов решает проблему композиции картины новаторски. Он делает машину и сидящую за рулём молодую женщину смысловым центром полотна. Машина наполовину срезана нижним краем холста, она стремительно «въезжает» в картину. Художник освобождает пространство перед машиной, открывая от края до края широкий простор. Этот приём даёт возможность создать атмосферу беспрерывного движения на столичной улице. Зритель становится воображаемым пассажиром легкового автомобиля; благодаря этому он смотрит глазами женщины, её чувствами воспринимает открывающуюся панораму Москвы. Сидящая за рулём женщина превращается в посредника между зрителем и жизнью внутреннего пространства холста, между чувствами и мыслями художника и восприятием зрительской аудитории.
Доктор искусствоведения А. И. Морозов отмечает инспирированность и стилизованность атмосферы картины «Новая Москва» в сравнении с более ранними картинами художника, её рационализм; он отмечает «придуманность» и «сочинительство» художника в этом полотне.
Искусствовед Яна Шклярская находила в картине пропорции золотого сечения, а также треугольник, задающий обратную перспективу с точкой схода на уровне головы девушки и образуемый кулисами домов. Сочетание прямой и обратной перспективы даёт возможность переключаться от одного мотива к другому. По мнению искусствоведа, эта иллюзия свободы усиливается вибрирующей световой средой картины, стирающей границы реальности и иллюзии.

## Тема сидящей спиной к зрителю автомобилистки в творчестве Юрия Пименова

Юрий Пименов. Фронтовая дорога, 1944

Юрий Пименов. Москва 1960 года, 1960

В 1944 году художник снова запечатлел девушку-водителя спиной к зрителю на картине «Фронтовая дорога» (Государственный Русский музей). Вместо солнечной и мирной Москвы на полотне предстаёт зимняя дорога. Машина едет за грузовиком в сторону передовой. Героиня ведёт машину, пассажир (он на голову выше её) полностью полагается на её мастерство шофёра. Впереди них — окраины городка с развалинами костёла. О. М. Бескин считал, что художник изобразил на этой картине ту же женщину, которая стала героиней картины «Новая Москва». Доказательства этого он видел в «московской повадке» героини и в том, «как чуть-чуть набок надета ушанка, как уложены волосы на затылке, в том, как складно сидит на ней военный полушубок».
Третий раз Юрий Пименов возвратился к этой теме в 1960 году, когда ему была заказана копия картины «Новая Москва». Художник рассказывал: «Когда я начал работу над картиной, я особенно ясно увидел, как выросла Москва за последние годы. И мне захотелось написать не просто повторение, а по существу новую картину о своём прекрасном городе Москве в 1960 году». Картина получила название «Москва 1960 года» (Национальный музей Таджикистана, Душанбе, холст, масло, 140 × 170 см). Перед героиней, изображённой уже с другой причёской, характерной для 1960-х годов, управляющей открытым ЗиС-110 открывается вид на Крымский мост. Женщина кокетливо смотрит на зрителя через зеркало заднего вида.